# Japanagromyza perpetua
Japanagromyza perpetua är en tvåvingeart som beskrevs av Spencer 1973. Japanagromyza perpetua ingår i släktet Japanagromyza och familjen minerarflugor. Inga underarter finns listade i Catalogue of Life.